# Danilo Di Luca
|  | Denne artikel eller sektion om sport er forældet eller ikke opdateret. Se artiklens diskussionsside eller historik. |

Danilo Di Luca er en italiensk tidligere cykelrytter, der er født i samme generation som Ivan Basso. Han har mange fine resultater i en karriere, der for alvor tog fart, da han blev rytter på det daværende Saeco hold, inden han i 2005 skiftede til Team Liquigas.
I 2005 hentede han imponerende resultater med sejre i Amstel Gold Race,[kilde mangler] La Flèche Wallonne[kilde mangler] og 2 etapesejre i Giro d'Italia,[kilde mangler] hvor han sluttede som nr. 4[kilde mangler] efter vinderen Paolo Savoldelli.
Han vandt desuden den hvide ProTour-trøje,[kilde mangler] der står for, at han generelt gennem hele sæsonen kørte ypperligst.
2006 derimod, blev en alvorlig fiasko for Danilo Di Luca. Han kørte middelmådigt hele sæsonen igennem, og var 30 minutter bagud på sidste etape af Giro d'Italia, som han ellers havde proklameret han ville vinde det år. Hans eneste sejr blev i Vuelta A España,[kilde mangler] hvor han også fik sig et par dage i den gyldne førertrøje.[kilde mangler]
Indtil videre har 2007 været et godt år, navnlig med sejren i Líege – Bastogne – Líege[kilde mangler] samt to tredjepladser i de to andre ardennerklassikere.[kilde mangler] I maj fik han revanche for den dårlige præstation i Giro d'Italia året før, da han i suveræn stil vandt løbet foran den unge Team CSC-rytter Andy Schleck.[kilde mangler]
Den 22. juli 2009 blev han suspenderet af sit hold,[kilde mangler] som følge af at dopingkontroller fra Giroen havde vist spor af EPO-stoffet, CERA. Da b-prøven også viste sig at være positiv blev han omgående fyret fra sit hold, L.P.R. Brakes-Farnese Vini.

## Grand Tour-resultater
| Danilo Di Luca: Grand Tour-resultater | Danilo Di Luca: Grand Tour-resultater | Danilo Di Luca: Grand Tour-resultater | Danilo Di Luca: Grand Tour-resultater | Danilo Di Luca: Grand Tour-resultater | Danilo Di Luca: Grand Tour-resultater | Danilo Di Luca: Grand Tour-resultater | Danilo Di Luca: Grand Tour-resultater | Danilo Di Luca: Grand Tour-resultater |
| ------------------------------------- | ------------------------------------- | ------------------------------------- | ------------------------------------- | ------------------------------------- | ------------------------------------- | ------------------------------------- | ------------------------------------- | ------------------------------------- |
|                                       | 2005                                  | 2006                                  | 2007                                  | 2008                                  | 2009                                  | 2010                                  | 2011                                  | 2012                                  |
| Giro d'Italia                         |                                       |                                       |                                       |                                       |                                       |                                       |                                       |                                       |
| Sammenlagt                            | 4                                     | 23                                    | 1                                     | 8                                     | 2                                     |                                       |                                       | {{{SamletGdI12}}}                     |
| Bjergkonkurrencen                     |                                       |                                       | 3                                     |                                       | 2                                     |                                       |                                       | {{{BjergGdI12}}}                      |
| Pointkonkurrencen                     | 3                                     |                                       | 1                                     |                                       | 1                                     |                                       |                                       | {{{PointGdI12}}}                      |
| Ungdomskonkurrencen                   |                                       |                                       |                                       |                                       |                                       |                                       |                                       | {{{UngGdI12}}}                        |
| Etapesejre                            | 2                                     | 0                                     | 2                                     | 0                                     | 2                                     |                                       |                                       | {{{EtapGdI12}}}                       |
| Tour de France                        |                                       |                                       |                                       |                                       |                                       |                                       |                                       |                                       |
| Sammenlagt                            |                                       | udg.                                  |                                       |                                       | -                                     |                                       |                                       | {{{SamletTdF12}}}                     |
| Bjergkonkurrencen                     |                                       | -                                     |                                       |                                       | -                                     |                                       |                                       | {{{BjergTdF12}}}                      |
| Pointkonkurrencen                     |                                       | -                                     |                                       |                                       | -                                     |                                       |                                       | {{{PointTdF12}}}                      |
| Ungdomskonkurrencen                   |                                       | -                                     |                                       |                                       | -                                     |                                       |                                       | {{{UngTdF12}}}                        |
| Etapesejre                            |                                       | 0                                     |                                       |                                       | -                                     |                                       |                                       | {{{EtapTdF12}}}                       |
| Vuelta a España                       |                                       |                                       |                                       |                                       |                                       |                                       |                                       |                                       |
| / Sammenlagt                          |                                       | udg.                                  |                                       |                                       | -                                     |                                       |                                       | {{{SamletVaE12}}}                     |
| / Bjergkonkurrencen                   |                                       | -                                     |                                       |                                       | -                                     |                                       |                                       | {{{BjergVaE12}}}                      |
| / Pointkonkurrencen                   |                                       | -                                     |                                       |                                       | -                                     |                                       |                                       | {{{PointVaE12}}}                      |
| Kombinationskonkurrencen              |                                       | -                                     |                                       |                                       | -                                     |                                       |                                       | {{{KombVaE12}}}                       |
| Etapesejre                            |                                       | 1                                     |                                       |                                       | -                                     |                                       |                                       | {{{EtapVaE12}}}                       |

- udg. = udgået